# Ковентри Блэйз
«Ковентри Блэйз» — английский хоккейный клуб из города Ковентри. Самый титулованный клуб Великобритании (5 побед). Выступает в Британской элитной хоккейной лиге. Домашней ареной клуба является Скайдом Арена.

## Достижения
- Британская элитная хоккейная лига:
  - Обладатель (5)  : 2002, 2004, 2006, 2007, 2009
  - Серебряный призёр (2)  : 2001, 2008
  - Бронзовый призёр (1)  : 2003

## История
Первоначально (в конце 1990-х) клуб базировался в городе Солихалл и имел другие названия — «Солихалл Бэронз» и «Солихалл Блэйз». В сезоне 1998-99 он переехал в Ковентри, а с 2000 года носит своё нынешнее название.